# 卡尔·施兰茨
卡尔·施兰茨（德語：Karl Schranz，1938年11月18日—），奥地利男子高山滑雪运动员。他曾代表奥地利参加1960年、1964年和1968年冬季奥林匹克运动会高山滑雪比赛，其中1964年冬季奥运会获得一枚银牌。